# My Agenda
My Agenda è il secondo album in studio del cantante statunitense Dorian Electra, pubblicato nel 2020.

## Tracce
1. F the World (featuring The Garden, Quay Dash & d0llywood1) – 3:27
2. My Agenda (featuring Village People & Pussy Riot) – 2:51
3. Gentleman – 1:42
4. M'Lady – 1:28
5. Iron Fist (featuring Faris Badwan) – 2:30
6. Barbie Boy (featuring Sega Bodega) – 2:49
7. Sorry Bro (I Love You) – 1:27
8. Monk Mode (Interlude) (featuring Gaylord) – 1:06
9. Edgelord (featuring Rebecca Black) – 2:11
10. Ram It Down (featuring Mood Killer, Lil Mariko & Lil Texas) – 2:32
11. Give Great Thanks – 3:07